# Frontal d'altar d'Esterri de Cardós
El frontal d'altar d'Esterri de Cardós (Pallars Sobirà), és una obra de mobiliari litúrgic que data del 1225. Procedeix de l'església de Sant Pau d'Esterri de Cardós. Va ingressar a la col·lecció del Museu Nacional d'Art de Catalunya (MNAC) el 1911. Fou adquirida per la Junta de Museus juntament amb un altre frontal de Baltarga (Bellver de Cerdanya), i actualment resta exposada a la sala 05. Es desconeix l'autoria de la peça, tot i que sí que es pot vincular amb un taller actiu a la zona de la Seu d'Urgell entorn del 1200.

## Història
El frontal ingressà a la col·lecció del MNAC l'any 1911 amb el número d'inventari MAC 15889. Estudis primerencs, com els de la Junta de Museus (1936) o el de Folch i Torres (1956) proposaren que era originari del nucli de Ginestarre. Anys després, la historiografia declinà aquesta hipòtesi a favor de la proposada per Gudiol i Cunill ja el 1929, que feia provenir la peça del nucli d'Esterri de Cardós i no de Ginestarre, i que finalment fou la que s'acceptà fins avui. En tot cas, l'obra s'adquirí en un moment en què la Junta de Museus comprà moltes peces de la zona pirinenca amb una importància destacada, en aquest cas a partir d'una operació en què, a canvi de 5500 pessetes, la Junta esdevenia la propietària d'aquest frontal juntament amb el de Baltarga (Bellver de Cerdanya). Tot i això, a la proposta inicial també s'oferia el frontal de Ginestarre, però finalment no s'adquirí degut al seu estat de conservació i a que era molt similar al d'Esterri de Cardós.
D'altra banda, al llarg del temps la peça s'ha relacionat amb un altre frontal d'altar de característiques molt similars, que actualment es troba a la col·lecció del Metropolitan Museum de Nova York. En aquest cas, s'ha conclòs que procedia de Ginestarre.
Pel que fa a la cronologia d'aquest frontal d'altar, la historiografia inicial va situar la peça dins una cronologia oscil·lant que anava des d'inicis del segle xii a mitjans del segle xiii. D'una banda, en estudis com els de la Junta de Museus (1936) o els de Folch i Torres (1926), l'obra se situa a inicis del segle xii, tot remarcant la presència d'una inscripció fragmentada. Anys després, Folch (1956) rectificà la seva visió i la datà de la primera meitat o bé de mitjans del segle xii, mentre que altres especialistes com Gudiol i Cunill (1929) la situaren entre mitjans i finals del segle xii. Tot i això, altres autors la situaren dins una cronologia més avançada, en ple segle xiii. És el cas de W. William Spencer Cook i J. Gudiol Ricart, que en una publicació de 1950, arran de la interpretació de la ja esmentada inscripció, van llegir la data de 1251. Finalment, tot coincidint amb l'exposició de El Arte Románico a Barcelona (1961), es va transcriure la inscripció (“ab incarnacione Cristi MCCXXV”), i a partir d'aleshores quedà fixada la data de 1225, com veiem en la reedició (1980) de l'obra anteriorment esmentada de Cook i Gudiol, o bé en nous estudis com el d'Ainaud (1973).

## Descripció
L'estat de conservació de l'obra no és del tot òptim. S'observen intervencions en zones com la motllura inferior -la qual és nova- mentre que les pèrdues es fan evidents sobretot a la part baixa de la taula, on hi anava tota la franja ornamental i de la qual no en queda res, i també a la motllura superior o a la part central del frontal, on la pèrdua és tan gran que únicament s'ha conservat el suport de fusta. Altrament, aquestes pèrdues no únicament se situen als extrems o les franges decoratives, sinó que també es poden apreciar al voltant de la majestat o bé a les dues figures d'apòstols que hi ha a banda dreta, les quals es troben fragmentades. Tot i això, val a dir que ja a les fotografies primerenques que es conserven de la peça ja s'apreciava tot aquest seguit de pèrdues, com per exemple a l'estudi de Gudiol i Cunill, que ell anomena "pal·li amb relleu de pasta guixosa", conservat llavors al denominat Museu de la Ciutadella de Barcelona.
Quant a la policromia, la gamma cromàtica consisteix en la combinació de colors verds amb vermells al fons, mentre que als relleus s'aprecia únicament una tonalitat grisosa, a causa de la tècnica que s'emprà: els relleus anaven recoberts amb fulles d'estany, sobre les quals s'hi aplicava un vernís amb colradura que els atorgava un aspecte brillant, a imitació de les grans peces d'orfebreria. En tot cas, aquesta decoració s'ha perdut, com en la majoria de les peces que comparteixen aquesta tècnica.

### Anàlisi iconogràfica

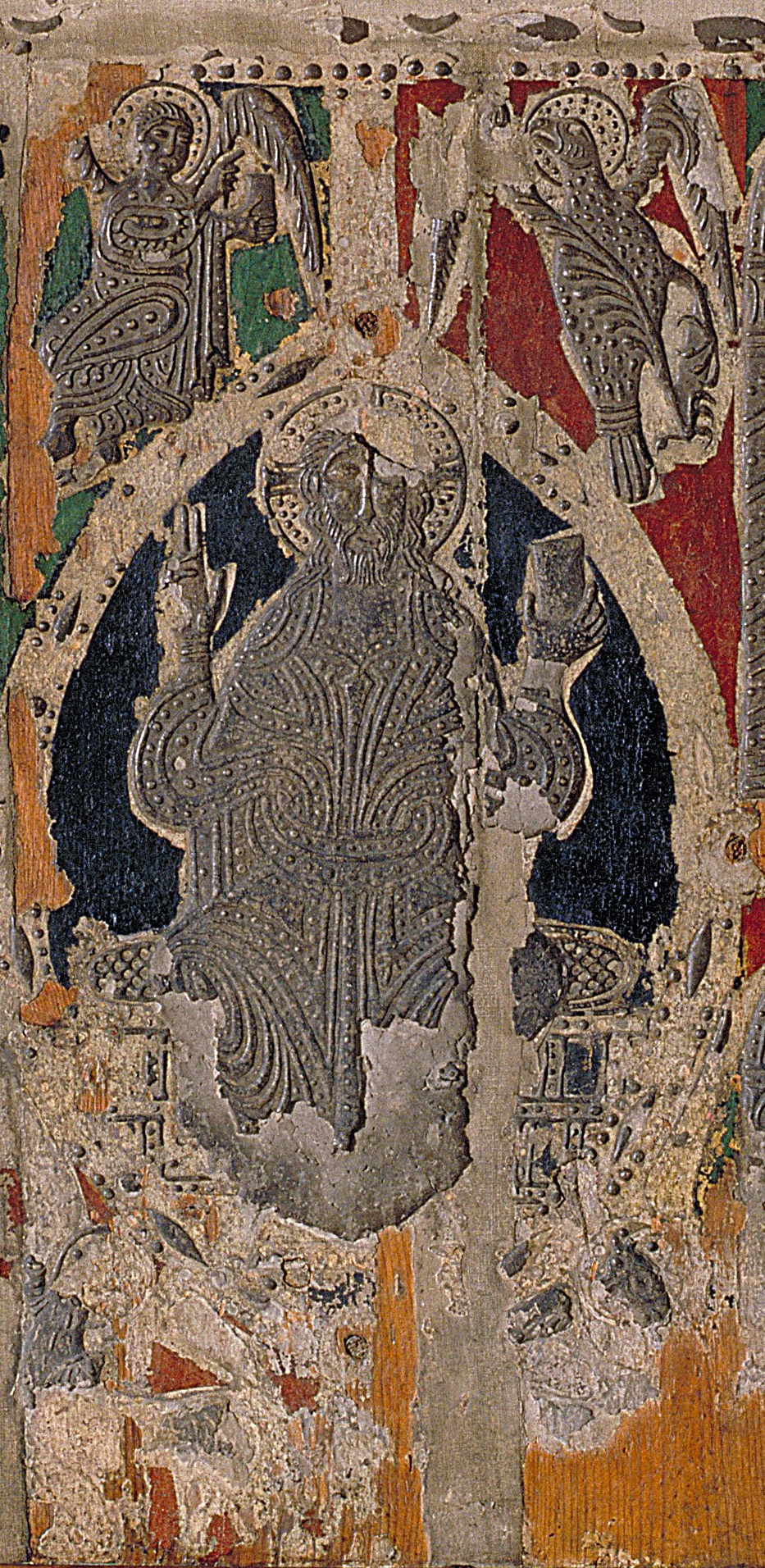
Detall del registre central, amb la figura de Crist envoltat pels quatre símbols dels evangelistes.

#### Espai central
Aquest espai es troba presidit per la figura de Crist, que duu nimbe crucífer i apareix dins una màndorla d'imitació de pedreria. S'asseu sobre un tron a base de maons, possiblement amb la voluntat d'imitar algun metall noble o material preciós que fos digne per a la majestat. Aquest és un tipus de decoració que Ainaud denomina "clàssica", caracteritzada per la figura de Crist en majestat al mig, flanquejat pels quatre símbols dels evangelistes i pels apòstols. Beneeix amb la mà dreta i sosté un llibre amb l'altra, segurament al·ludint al volum de la Llei, com és habitual en aquestes obres. Crist té els braços alçats, com ja va assenyalar Gertrudis Richert el 1926, qui va posar de manifest que aquesta era una actitud poc habitual, tot i que estudis més recents denoten que aquest fet també es troba en altres obres del context català, com les taules del baldaquí de Tost. Quant als símbols dels evangelistes, es conserven els de Mateu i Joan, un àngel amb llibre i l'àliga, respectivament, que s'acompanyen de les inscripcions que els identifiquen a la motllura superior. Els altres dos del registre inferior es troben massa malmesos, i tampoc es conserva el marc inferior amb les possibles inscripcions que els identificaria.

#### Espais laterals
Els espais laterals queden ocupats per les figures dels dotze apòstols, tots amb nimbe, dividits en dos registres a banda i banda i conformant grups de tres. Apareixen dins d'arcuacions que se sustenten sobre columnetes de basament motllurat i fust amb decoració helicoidal, rematades per capitells decorats amb palmetes. Quant a la seva identificació, la facilita la conservació de les inscripcions al marc superior (MATHIE - BERNABÉ - PAVLUS - PETRUS - ANDREAS - TOMAS). A l'esquerra hi ha Maties, Bernabé i Pau, aquest últim sostenint l'espasa, el seu atribut habitual; mentre que a la dreta hi ha Pere portant les claus, Andreu i Tomàs. Així doncs, les figures de sant Pere i sant Pau són les més properes a la figura de Crist.
Si passem al registre inferior, la pèrdua i conseqüent substitució del marc original dificulta la possible interpretació de les sis figures restants, les quals, a més, no mostren atributs. Exceptuant a sant Pere i sant Pau, la resta es presenten amb una actitud molt similar: tots es troben disposats dempeus i sota unes arcuacions, mentre sostenen un llibre o bé un rotlle amb les mans. A més, els quatre apòstols més propers a Crist el saluden: els dos del registre superior a través de la mirada, mentre que els dos del registre inferior amb la mà. Al mateix temps, la resta es comuniquen entre ells agrupats en parelles, tancant així la composició de forma harmoniosa.

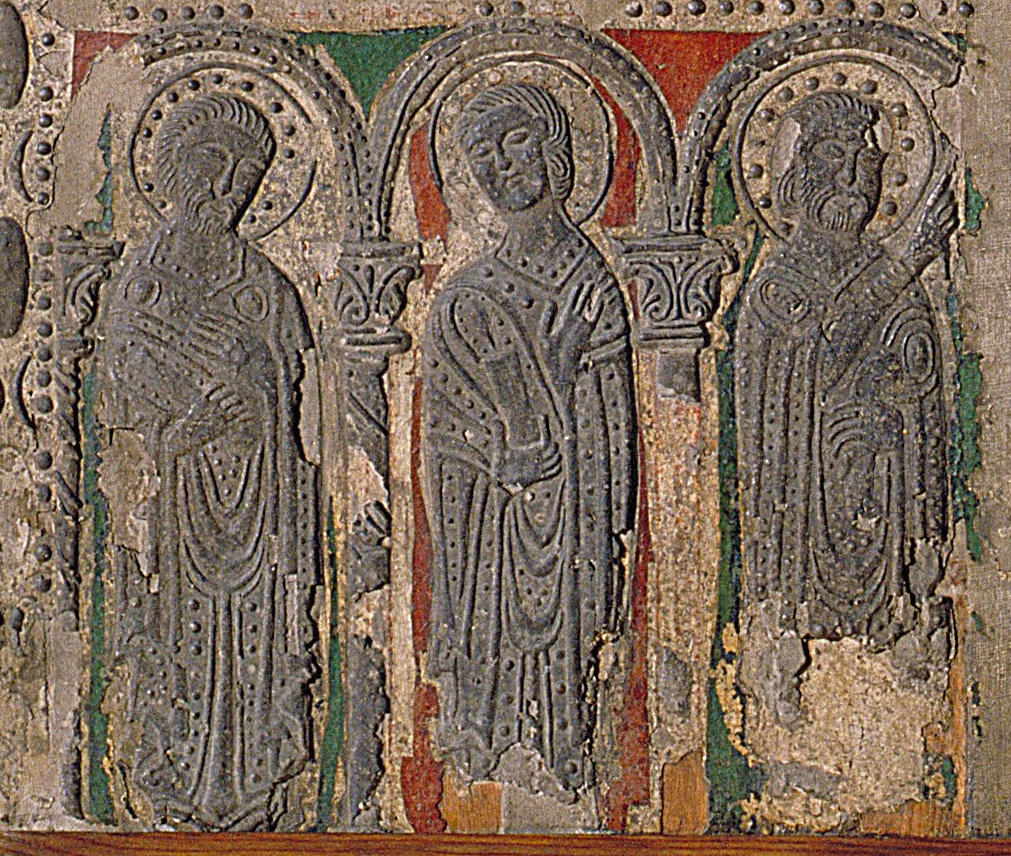
Detall del registre inferior esquerre, amb la figura de tres apòstols sota arcuacions.

Carabasa remarca una certa voluntat per part de l'artista o taller a l'hora de voler donar un aire antiquitzant a l'obra, ja que, per exemple, no es deixa espai entre els nimbes dels sants i les arcuacions.

### Motius ornamentals
Bàsicament es distingeixen dos frisos ornamentals, un primer que engloba els registres dels apòstols i en separa el grup superior de l'inferior en els espais laterals, divideix l'aureola de Crist de les figures del evangelistes o bé d'aquest espai central amb els dels laterals; i un segon, que emmarca tot el frontal i presenta unes majors dimensions que l'anterior. En tot cas, mentre que el primer consisteix en una simple imitació d'elements de pedreria, a base de la combinació de composicions imitant fulles planes, amb forma de falca (com també s'observa al Frontal d'altar dels Arcàngels, avui al MNAC), seguida per d'altres en forma el·líptica, i tot emmarcat per tot un continu puntejat, la decoració de la part externa del frontal és més complexa. En aquest cas, l'esquema compositiu consisteix en tot un seguit de figures d'animals pseudofantàstics, similars a la figura d'un lleó, inscrits en cercles i dividits entre ells per franges geomètriques purament ornamentals, per tal de no atapeir massa la composició. Tot i això, aquestes figures s'estructuren diferent, depenent de la zona en què es trobin: mentre que en el registre superior es troben agrupades de dos en dos, afrontades una amb l'altra, en els muntants laterals apareixen encarades cap a la cara interna del frontal. Quant a la procedència d'aquest motiu, no prové de la tradició catalana ornamental, sinó del món islàmic, però es va incorporar al repertori romànic.
En conjunt, el tractament del frontal denota la voluntat de l'artista o taller de voler recrear una peça rica i sumptuosa, però amb materials més barats. Ressalten els relleus que no únicament es limiten als marcs, sinó que també s'apliquen als frisos ornamentals divisors dels diferents registres, en les diferents arcades, columnes i capitells, en les figures d'apòstols i símbols dels evangelistes, o bé en el Crist sedent, restant únicament sense relleus els fons del frontal i del marc.

## Context

### El mobiliari litúrgic
Generalment, els objectes que a l'edat mitjana es disposaven sobre l'altar eren més aviat pocs, limitant-se d'una banda al calze i a la patena, i a vegades a algun canelobre o creu litúrgica. Pel que fa a les dimensions de les taules que embellien els altars, no era necessari que tinguessin grans dimensions, com bé ho demostren les ares conservades i les representacions d'aquests elements en pintures murals o miniatures. Tot i això, les grans esglésies feien ús d'una major llibertat a l'hora de disposar aquests objectes litúrgics sobre l'altar. En quant a la decoració de l'altar, aquest es recobria amb riques estovalles, tot i que a les cares laterals i frontal sovint s'hi col·locaven frontals esculpits en fusta, pintats, i els recoberts amb estuc o làmina metàl·lica, generalment de plata i d'or, amb la possibilitat de disposar-hi gemmes i altres elements sumptuosos.
Pel que fa a l'aspecte tècnic d'aquestes taules catalanes, cal remetre bàsicament a dos estudis de referència, el de Folch i Torres (1956) i el de Marette (1961).
Generalment, els frontals de la zona de Catalunya estan fets a partir de taules de pi roig, alzina o bé àlber tou, una tipologia de fusta amb unes característiques concretes que, un cop tractada i assegurades les juntes amb teles de lli, s'adaptava molt bé a aquest tipus de peces. Tot seguit, es prosseguia a col·locar una estructura de guix amb cola, el gruix de la qual depenia del tipus de fusta (formada a partir de dos capes, la primera era més gruixuda (gesso grosso), mentre que la segona (gesso sotile) era de guix més fi o bé d'estuc, com seria el cas del frontal d'Alós d'Isil); i sobre la qual s'hi aplicava el dibuix, generalment a partir d'un punxó, tot i que a vegades també es podia fer amb un pinzell. Finalment, l'artista hi aplicava la capa pictòrica, la qual es basava en sis colors bàsics: el negre, el blanc, el groc, el vermell, el verd i el blau, amb les seves tonalitats corresponents.

### La tècnica de l'estuc en el context català
El frontal d'Esterri de Cardós és un exemple de com en determinades zones de Catalunya s'estengué el costum d'aplicar relleus en estuc per tal d'emmarcar els frontals, per a la divisió de les escenes i dels diferents registres, o bé inclús per a l'acabament dels fons de dites escenes. Com veiem al frontal de Sant Sadurní de Rotgers, a les divisions dels compartiments s'hi ha aplicat un relleu compost a partir d'una pasta de guix dissolta en aigua, combinada per tal d'adherir-s'hi amb una cola d'origen animal. Al frontal d'Esterri de Cardós, a més, s'hi va aplicar la tècnica del pastillatge, la qual consisteix en la elaboració de les figures a partir de la tècnica de l'estuc.
Com el cas del frontal d'Esterri de Cardós, l'aplicació de l'estuc molts cops anava acompanyada del recobriment amb làmina metàl·lica d'estany i sobre la qual s'aplicava vernís de colradura per tal d'imitar els rics frontals i antependis d'orfebreria. Tot i això, la colradura i l'estany generalment s'han perdut, a causa dels diferents processos d'oxidació del metall, deixant com a conseqüència la superfície d'aquests relleus de color gris, com passa a aquesta peça.
Pel que fa a les mostres que ens han arribat fins a dia d'avui amb aquesta tècnica en particular, cal destacar primerament dues obres molt similars al frontal d'Esterri de Cardós: el frontals d'altar d'Alós d'Isil (Museu Nacional d'Art de Catalunya) i el de Ginestarre de Cardós (The Cloisters, secció del Metropolitan Museum of Art).
D'altra banda, la tècnica de l'estuc també apareix combinada amb la tècnica de la pintura al tremp sobre fusta en tot un conjunt d'obres, majoritàriament frontals d'altar, originaris de la zona de la Ribagorça i rodalia. Pel que fa al taller, normalment conegut com a “Taller de Ribagorça”, Bertran el situa cronològicament a partir de mitjans de segle xiii fins als inicis del segle xiv. Finalment, cal destacar els casos del baldaquí de Tost i les restes del de Sant Pere de Sorpe, on encara es pot apreciar l'evidència de l'ús d'aquesta tècnica.
Pel que fa als orígens d'aquesta tècnica, cal remuntar-se al manuscrit miscel·lani de Ripoll que data del 1134, on ja s'hi recullen tot un seguit de tècniques i consells per al tractament de la pintura sobre taula. En concret, aquestes tècniques consisteixen en envernissar les diferents peces d'estany amb colradura (procediment que es coneix amb el nom de Deauratio facilis) per a poder ser policromades amb safrà o rovell d'ou, i tot seguit adherides sobre el guix en relleu. La tècnica d'envernissar les plaques d'estany ja fou esmentada per Teòfil com a “pintura translúcida”, tot i que en el seu tractat, a diferència que en el manuscrit de Ripoll, no especifica com adherir-les posteriorment sobre el guix. Pel que fa a la cronologia d'aquesta tècnica a Catalunya, la historiografia ha defensat que aquestes peces no podien ser anteriors a les darreries del segle xii, tot i que Castiñeiras defensa que, arran de les últimes descobertes sobre frontals com els d'Urgell o el d'Ix, la seva aplicació sobre fusta pogué ser anterior a tals dates. En tot cas, s'estengué fins ben entrat el segle xiii, moment en què molts frontals, entre els quals el d'Esterri de Cardós, es feren amb la voluntat d'imitar les brillantors i els relleus de les peces amb perleries i orfebreria, basant-se especialment en els esmalts de la zona de Llemotges.

### Valoració de la peça
El frontal d'Esterri de Cardós forma part d'un grup de fontrals d'altar pirinencs molt característic de la segona meitat del segle xiii, juntament amb els d'Alós d'Isil i Ginestarre de Cardós, i al costat dels que integren els del denominat “Taller de Ribagorça”, entre els quals trobem els de Gia, Betesa i Tresserra. Pel que fa als elements tècnics d'aquests frontals, comparteixen certes característiques plàstiques, de les quals podem destacar l'ús habitual de la tècnica de l'estucat.
El paral·lel més evident per al frontal d'Esterri de Cardós el trobem en el de Ginestarre de Cardós: comparteixen una mateixa tècnica, anteriorment explicada, un mateix model de composició i un tractament de les diferents figures força similar. Tot i això, autors com Carabasa afirmen que la peça de Ginestarre de Cardós és de millor qualitat, a partir de certs elements: hi ha un major treball i detallisme en els capitells de les columnes que separen les figures; els àngels presenten una postura més natural i amb la seva vestimenta adaptada al movimenti detectem un tractament més minuciós en les zones dels nimbes i de les robes de la Verge i del Nen Jesús. Les similituds apuntades han fet que des d'estudis primerencs com els de Gudiol i Cunill (1929) o Folch i Torres (1956) s'hagi considerat la possibilitat que fossin obra d'un mateix taller.
Un altre frontal comparable és el d'Alós d'Isil, que procedeix d'una església propera i que Cook i Gudiol veien d'inferior qualitat. Prèviament, Gudiol i Cunill havia manifestat una opinió, emperò, a la inversa. Sigui com sigui, la historiografia ha coincidit en assenyalar-los com produccions de tallers locals.